# Oswald Mosley

Mosley ze swoją drugą żoną podczas marszu organizowanego przez Brytyjską Unię Faszystów

Oswald Ernald Mosley (ur. 16 listopada 1896, zm. 3 grudnia 1980) – brytyjski polityk i szlachcic z tytułem szóstego baroneta, lider faszystów brytyjskich w latach 30. i 40. XX w.

## Życiorys

### Pochodzenie
Wywodził się z rodu o korzeniach anglo-irlandzkich, a posiadłości jego rodziny znajdowały się w Staffordshire. Wychowywany, po rozwodzie rodziców, przez rodzinę swojej matki, głównie przez dziadka. Kształcił się w Winchester College oraz w Royal Military Academy w Sandhurst.

### Działalność polityczna w okresie międzywojennym
Początkowo był działaczem Partii Konserwatywnej. Już w 1918 został wybrany deputowanym do Izby Gmin, którym pozostawał do 1931. W 1924 roku zmienił barwy partyjne stając się członkiem Partii Pracy, z której ponownie został wybrany do parlamentu w 1926 roku, tym razem z okręgu Smethwick. W 1929 roku dostał nominację na ministra bez teki w gabinecie brytyjskim zdominowanym przez laburzystów. Odpowiedzialny był za rozwiązywanie problemów bezrobotnych. Jednak w wyniku konfliktów wewnątrzpartyjnych podał się do dymisji w 1930 roku i założył nową, z czasem coraz bardziej radykalną Nową Partię, która jednak nie odniosła większych sukcesów wyborczych.
Po porażkach wyborczych Mosley utworzył w 1932 roku Brytyjską Unię Faszystowską, będącą wyrazem jego coraz większego zainteresowania faszyzmem i osobą Benito Mussoliniego. Na partię tę wydał znaczną część swojego majątku. Powołała ona do życia swoje bojówki Czarne Koszule, które często aranżowały starcia z komunistami i ludnością żydowską, głównie w Londynie.

### Lata wojny i okres powojenny
23 maja 1940 roku Mosley został, jak większość przywódców faszystowskich w Wielkiej Brytanii, aresztowany, internowany i osadzony w areszcie domowym w swoim majątku rodzinnym. Po wojnie zajął się ponownie działalnością polityczną. Tym razem w założonej przez siebie Unii Postępu, która to popierała integrację Wielkiej Brytanii ze Wspólnotami Europejskimi.
W 1951 w wyniku marginalizacji jego działalności politycznej, wyjechał do Irlandii, następnie zaś przeniósł się do Paryża. Powracał do Wielkiej Brytanii, dwukrotnie w 1959 i 1966 roku, bezskutecznie startując w wyborach do parlamentu. W 1968 ukończył pisanie swojej autobiografii. W 1977 był jednym z kandydatów na stanowisko lorda rektora Uniwersytetu Glasgow, ale przegrał wybory.

## Rodzina i życie prywatne
W 1920 roku ożenił się z Lady Cynthią Curzon (znaną jako Cimmie), której ojcem był wicekról Indii George Curzon. W 1933 roku jego żona zmarła z powodu infekcji. W 1936 roku ożenił się w Niemczech z Dianą Mitford w domu Josepha Goebbelsa, a jednym z gości był Adolf Hitler. Mosley miał troje dzieci z pierwszą, a dwoje z drugą żoną. Poza tym znany był z licznych romansów, w tym z siostrą swojej pierwszej żony, a także z jej macochą.
Jeden z jego synów, Max Mosley był szefem Fédération Internationale de l’Automobile, stowarzyszenia organizującego m.in. wyścigi Formuły 1, World Touring Car Championship, rajdy Rajdowych Mistrzostw Świata.